# General of the Armies
General of the Armies est un titre dans l'armée de terre américaine. Il est le plus haut grade possible dans l'US Army et ne doit pas être confondu avec celui de General of the Army, grade immédiatement subordonné et qui commande normalement un Army Group. Il a été créé le 3 septembre 1919, pour honorer le général John Pershing pour avoir conservé l'indépendance opérationnelle des troupes américaines durant la Première Guerre mondiale. Le Congrès laissa le soin à Pershing de définir l'insigne de son grade, mais celui-ci refusa de porter plus de quatre étoiles ; toutefois, ces étoiles étaient dorées au lieu d'être argentées. Après Pershing, le grade de General of the Armies a été attribué à titre posthume à deux autres généraux :
- À George Washington en 1976 pour le bicentenaire de la naissance des États-Unis ; en outre, la loi votée par le Congrès lui donne préséance sur tous les autres officiers passés, présents et futurs des Forces armées des États-Unis.
- À Ulysses S. Grant en 2022 pour le bicentenaire du premier général quatre étoiles des États-Unis[2],[3], la loi votée par le Congrès lui donnant préséance sur Pershing[4].

D'autres personnes ont été proposées pour le grade de General of the Armies : ainsi, alors que l'opération Downfall — opération qui aurait nécessité de mettre en œuvre plusieurs flottes et plusieurs groupes d'armées, chacun dirigé par un officier cinq étoiles — était en préparation, il fut envisagé de promouvoir Douglas MacArthur au rang de General of the Armies pour prendre la tête de l'opération, mais cette promotion ne vit jamais le jour après l'abandon de l'opération à la suite des frappes nucléaires sur le Japon,,. Ses soutiens tentèrent toutefois de le faire promouvoir en 1955,,, mais cette proposition ne fut jamais adoptée, ayant très peu de chance de passer. Une autre personne qui fut envisagée pour être promue fut Omar Bradley, à titre posthume mais la proposition ne dépassa jamais ce stade.

## Galerie d'images des titulaires

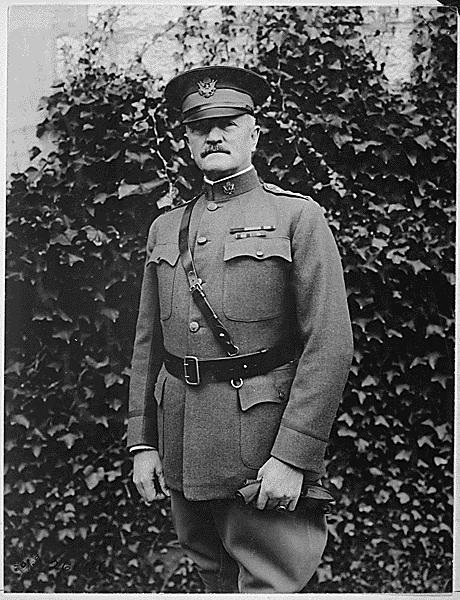
John Pershing
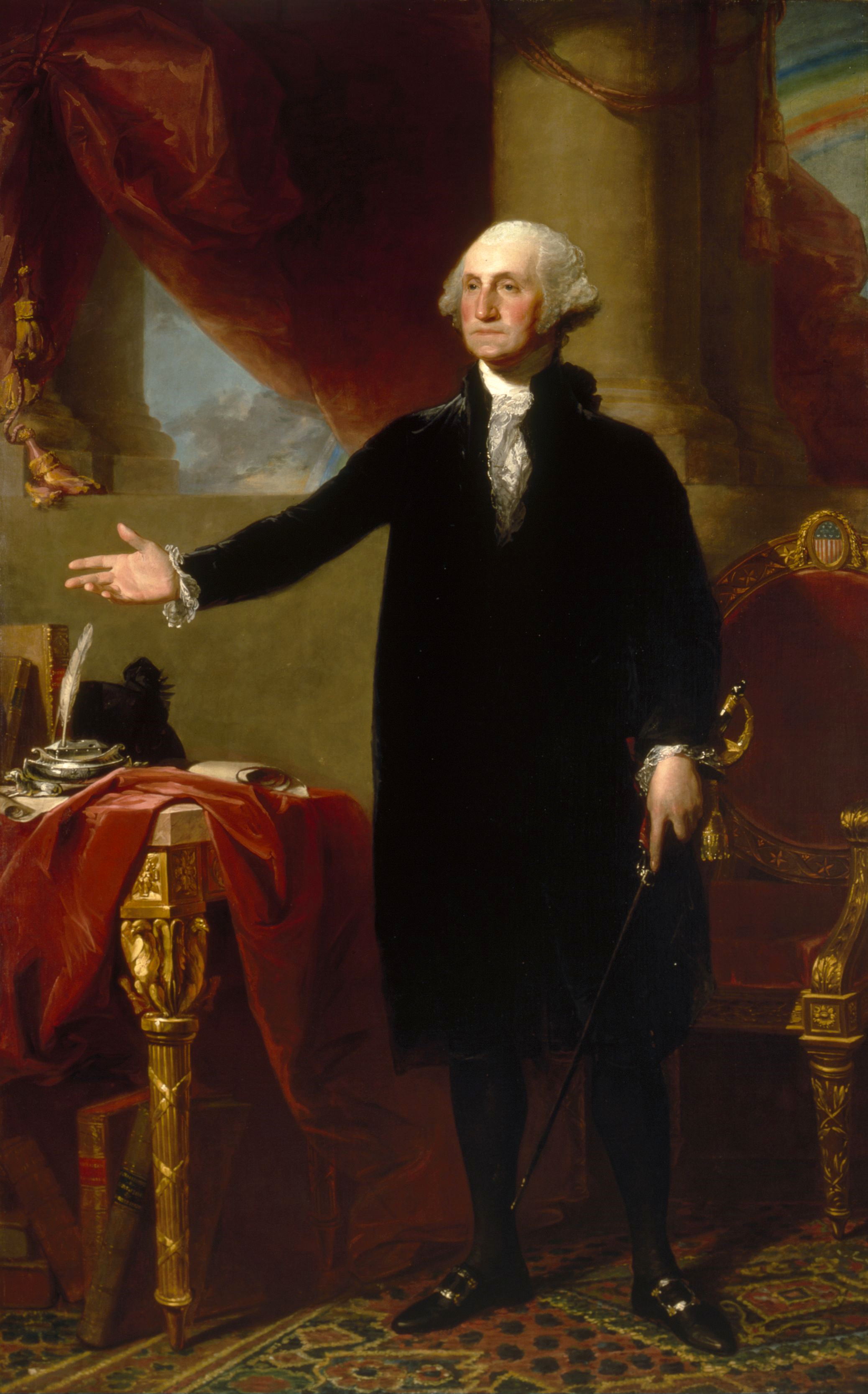
George Washington
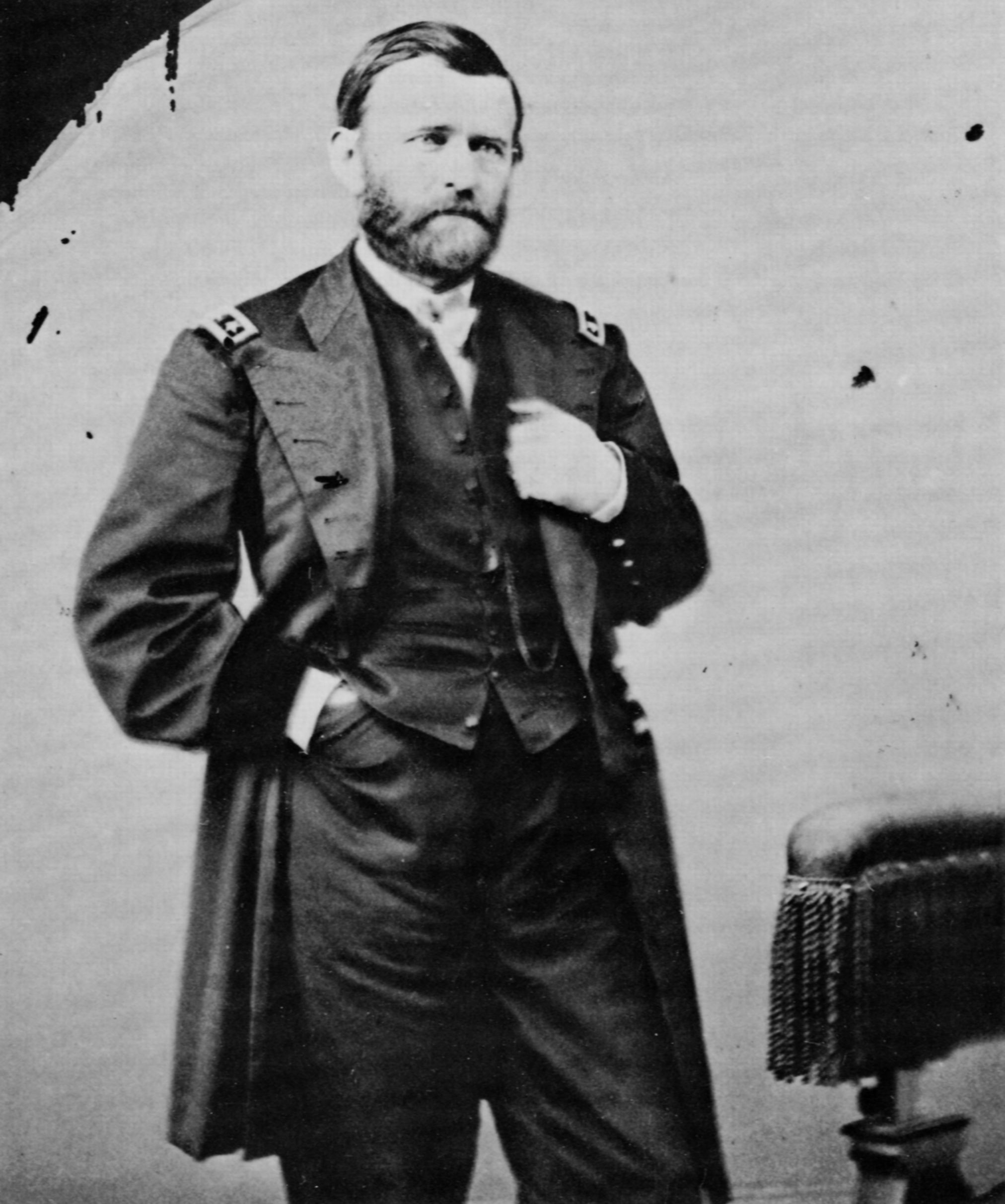
Ulysses Grant